# نجاش (حذاء)
النِّجَاش ويُقال له بالعاميَّة وَرْدَل هو سَيْرٌ يُجعل بين نعل الحذاء وفَرْعَتِه ثمّ يُخرَز بينهما ويمتد على طول محيط نعل الحذاء. اخترع تشارلز جُدْيِيْر الأصغر بن تشارلز جوديير، الآلات المستخدمة في هذه العملية في عام 1869.